# Тягунов, Александр Александрович
Александр Александрович Тягунов (род. 31 мая 1940, Калинин) — российский государственный и политический деятель. Депутат Государственной думы Федерального собрания Российской Федерации II, IV и V созывов.

## Биография
Окончил Калининский торфяной институт по специальности «Промышленное и гражданское строительство» в 1964 году.
В 1971 году был назначен директором «Калининсельхозпроект», а через четыре года возглавил проектный институт «Севзапгипросельхозстрой».
10 июля 2009 года за большой вклад в развитие строительного комплекса и активное участие в социально-экономической жизни города присвоено звание Почётного гражданина города Твери.

### Депутат госдумы
Депутат Государственной Думы ФС РФ созыва 1995—1999 годов, заместитель председателя Комитета Государственной Думы по делам Содружества Независимых Государств и связям с соотечественниками, заместитель председателя Комитета Государственной Думы по экономической политике.
12.2003 — 12.2007 — депутат Государственной Думы ФС РФ четвёртого созыва, член Комитета, первый заместитель председателя Комитета Государственной Думы по культуре.
12.2007 — 03.2011 — депутат Государственной Думы ФС РФ пятого созыва, член Комитета Государственной Думы по строительству и земельным отношениям, заместитель председателя Комитета Государственной Думы по культуре. В марте 2011 года сложил полномочия в связи с избранием в Законодательное собрание Тверской области. Освободившийся мандат был передан Олегу Лебедеву, но тот отказался его принять и в мае 2011 мандат депутата Госдумы 5 созыва перешёл Алексею Огонькову.

## Награды
- Орден Почёта (6 октября 2005 года) — за активное участие в законотворческой деятельности и многолетнюю плодотворную работу[7].
- Орден «Содружество» (30 мая 2007 года, Межпарламентская ассамблея СНГ) — за активное участие в деятельности Межпарламентской Ассамблеи и её органов, вклад в укрепление дружбы между народами государств — участников Содружества[8].
- Почётная грамота правительства Российской Федерации (15 июля 2010 года) — за заслуги в законотворческой деятельности и многолетнюю добросовестную работу[9].
- Благодарность Правительства Российской Федерации (4 декабря 2008 года) — за заслуги в законотворческой деятельности, развитии парламентаризма и в связи с 15-летием принятия Конституции Российской Федерации[10].